# Teddy Bergqvist
Teddy Bergqvist, född 16 mars 1999 i Malmö, är en svensk fotbollsspelare som spelar för Bosnien Hercegovina SK.

## Karriär
Bergqvist började karriären i Eriksfälts FF som fyraåring. Två år senare, som sexåring, tog han klivet till Malmö FF. Hösten 2015 beslutades det att Bergqvist skulle tilldelas ett lärlingskontrakt med Malmö FF, vilket började gälla den 1 december 2015 och sträcker sig över år 2017. Den 29 januari 2016, i årets första träningsmatch mellan Malmö FF och Fremad Amager, gjorde Bergqvist sin A-lagsdebut. Detta då han bytte av Guillermo Molins i halvtid.
Bergqvist gjorde allsvensk debut den 1 oktober 2016 i en 4–2-vinst över BK Häcken, där han byttes in på övertid mot Jo Inge Berget. Den 18 juli 2017 lånades Bergqvist ut till Åtvidabergs FF för resten av säsongen. I september 2017 förlängde Bergqvist sitt lärlingskotrakt i MFF med ett år.
Den 1 februari 2018 lånades Bergqvist ut till Varbergs BoIS på ett låneavtal över säsongen 2018. Den 18 januari 2019 värvades Bergqvist av division 1-klubben Kristianstad FC, där han skrev på ett tvåårskontrakt. I februari 2020 värvades Bergqvist av danska FC Helsingør. Efter säsongen 2020 lämnade Bergqvist klubben och i januari 2021 skrev han på för Skövde AIK.
I juli 2021 blev Bergqvist klar för en återkomst i Kristianstad FC. I april 2023 berättade Bergqvist på Twitter att han hade ett spelmissbruk. I juli 2023 kom Bergqvist överens med Kristianstad FC om att bryta sitt kontrakt. Kort därefter skrev han på för lokalkonkurrenten vilket ledde till en konflikt mellan klubbarna.
Inför säsongen 2024 gick Bergqvist till IFK Hässleholm. I juli 2024 gick han till division 3-klubben Bosnien Hercegovina SK.